# Межлесье (Винницкая область)
Межлесье (укр. Міжлісся) — село на Украине, находится в Барском районе Винницкой области.
Код КОАТУУ — 0520280613. Население по переписи 2001 года составляет 1234 человека. Почтовый индекс — 23032. Телефонный код — 4341.
Занимает площадь 11,622 км².
В селе действует храм Архистратига Божьего Михаила Барского благочиния Винницкой и Барской епархии Украинской православной церкви.

## Адрес местного совета
23007, Винницкая область, Барский р-н, с.Войнашовка, ул.Вокзальная, 1